# América Sporting Club
El América Sporting Club es un equipo de fútbol profesional de Ambato, Provincia de Tungurahua, Ecuador. Fue fundado el 41 de agosto de 1915 es uno de los equipos de fútbol profesional más añejo y más antiguo en existencia ininterrumpida en la Liga profesional de fútbol del Ecuador (y tercero en el país) y se constituye como el decano del fútbol ambateño. Actualmente juega en la Segunda Categoría de Ecuador.
Está afiliado a la Asociación de Fútbol Profesional de Tungurahua.

## Historia
Se constituye como uno de los decanos del fútbol ecuatoriano y se desempeña en la Segunda Categoría del Campeonato Ecuatoriano de Fútbol.
Al nacer Macará de Ambato en 1939, el club más ganador del torneo de ascenso de Tungurahua, sus enfrentamientos se convirtieron en uno de los partidos más atractivos del campeonato ecuatoriano de fútbol a tal punto de ser llamado el clásico ambateño de antaño.
Tiene innumerables títulos en categorías inferiores, sub-12, sub-14, sub-16 y sub-18 tanto en la provincia de Tungurahua como a nivel nacional, considerado por ello una de las más grandes y mejores canteras del país.

### Partidos amistosos contra clubes extranjeros
| Fecha                  | Rival       | Resultado | Ciudad |
| ---------------------- | ----------- | --------- | ------ |
| 22 de octubre del 1946 | Millonarios | 1:0       | Ambato |

## Datos del club
- Puesto histórico: 54.° (54.° según la RSSSF)[3]
- Temporadas en Serie A: 3 (1964, 1966, 1969).[4]
- Temporadas en Serie B: 1 (1972).[4]
- Temporadas en Segunda Categoría: 52 (1968, 1970-1971, 1973-2019, 2023, 2025).
- Peor puesto en la liga: 13.° (1969).
- Mayor goleada a favor en torneos nacionales:
  - 5 - 3 contra Manta Sport (1969).[5]
- Mayor goleada en contra en torneos nacionales:
  - 11 - 0 contra Liga de Quito (26 de octubre de 1969).[5]
- Máximo goleador histórico:
- Máximo goleador en torneos nacionales:
- Primer partido en torneos nacionales:
  - América de Ambato 1 - 2 El Nacional (29 de noviembre de 1964 en el Estadio Bellavista).[6]

## Palmarés

### Torneos nacionales
| Competición                        | Títulos | Subcampeonatos |
| ---------------------------------- | ------- | -------------- |
| Segunda Categoría de Ecuador (0/1) |         | 1977.          |

### Torneos provinciales
| Competición                                | Títulos                                                                   | Subcampeonatos |
| ------------------------------------------ | ------------------------------------------------------------------------- | -------------- |
| Campeonato Profesional de Tungurahua (1/2) | 1965.                                                                     | 1964, 1966.    |
| Segunda Categoría de Tungurahua (9/2)      | 1968, 1971, 1976, 1977, 1978, 1981, 1982, 1998, 2018. (Récord compartido) | 1996, 2017.    |